# Meridiano 176 este
El meridiano 176 este de Greenwich es una línea de longitud que se extiende desde el Polo Norte atravesando el Océano Ártico, Asia, el Océano Pacífico, Nueva Zelanda, el Océano Antártico, y la Antártida hasta el Polo Sur.
Comenzando en el Polo Norte y dirigiéndose hacia el Polo Sur, este meridiano atraviesa:
| País, territorio o mar | Notas                                                                                               |
| ---------------------- | --------------------------------------------------------------------------------------------------- |
| Océano Ártico          | |
| Rusia                  | |
| Mar de Bering          | Pasa justo al este de la Isla Buldir, Alaska, Estados Unidos                                        |
| Océano Pacífico        | |
| Kiribati               | Isla Beru                                                                                           |
| Océano Pacífico        | Pasa justo al este de la isla de Tamana, Kiribati Pasa justo al oeste de la isla de Nanumea, Tuvalu |
| Nueva Zelanda          | Isla Norte                                                                                          |
| Océano Pacífico        | |
| Océano Antártico       | |
| Antártida              | Dependencia Ross, reclamada por Nueva Zelanda                                                       |